# 38442 Сілард
38442 Сілард (38442 Szilárd) — астероїд головного поясу, відкритий 24 вересня 1999 року.
Тіссеранів параметр щодо Юпітера — 3,282.